# Iglesia de San Michan (Dublín)
La iglesia de San Michan (en irlandés: Cill Michin) es una iglesia localizada en Dublín (Irlanda). La primera capilla cristiana en este lugar data de 1095, y funcionó como iglesia católica hasta la Reforma. La iglesia actual data de 1686, y ha servido a los feligreses de la Iglesia de Irlanda en Dublín durante más de 300 años. Es conocida por sus bóvedas, que contienen varios restos "momificados".
Construida en el emplazamiento de una primitiva capilla nórdica de 1095, la estructura actual se debe en gran parte a una reconstrucción llevada a cabo por William Robinson en 1686, pero sigue siendo la única iglesia parroquial de la orilla norte del río Liffey que ha sobrevivido a una fundación vikinga.
Aunque el exterior de la iglesia puede ser poco impresionante, en su interior cuenta con algunos trabajos de madera finos, y un órgano (fechado en 1724) en el que se dice que Georg Friedrich Händel compuso su Mesías.

## Bóvedas

### Intervenciones
Las bóvedas de San Michan contienen numerosos restos momificados. Las paredes de las bóvedas contienen piedra caliza, que ha mantenido el aire seco, creando las condiciones ideales para su conservación. Entre los restos conservados se encuentran el cuerpo de una monja de 400 años, un hombre de seis pies y medio que popularmente se cree que fue un cruzado, un cuerpo con los pies y la mano derecha cortados, y los hermanos Sheares -Henry y John- que participaron en la rebelión de 1798. Los distintos titulares del título de conde de Leitrim también fueron enterrados aquí.

### Daños
Varias criptas de las bóvedas de San Michan fueron dañadas por vándalos en 1996 y de nuevo a principios de 2019. Tras el último incidente, el archidiácono David Pierpoint declaró a los medios de comunicación que varios restos momificados fueron profanados, incluidos los restos de una monja de 400 años, y la decapitación del "cruzado" de 800 años.

### Acceso
Las bóvedas de la iglesia están abiertas a las visitas los sábados, y estacionalmente en algunos días de la semana, recibiendo aproximadamente 27 000 visitantes durante 2018. Tras el suceso de vandalismo de 2019, estas visitas se cancelaron temporalmente, reanudándose a principios de julio de 2019.

## Órgano
El órgano, construido hacia 1940 por Evans and Barr de Belfast, se encuentra dentro de la caja del órgano del siglo XVIII manufacturada por John Baptiste Cuvillie entre 1723-1725. La consola neumática de tres manuales emplea compases y dimensiones de ejecución modernas, aunque se ha encajado en el espacio que originalmente ocupaban teclados mucho más estrechos. La división Swell cuenta con una caja de resonancia deslizante, con subacción neumática separada; las divisiones Great y Choir están servidas por cajas de ventilación sin deslizante.
Delante de la galería se encuentra el Trofeo del Órgano, una pieza de madera tallada que representa 17 instrumentos musicales y que se instaló en 1724. Se considera que Georg Friedrich Händel practicó antes de la primera interpretación de El Mesías en este órgano.